# Nikolai Mushegian

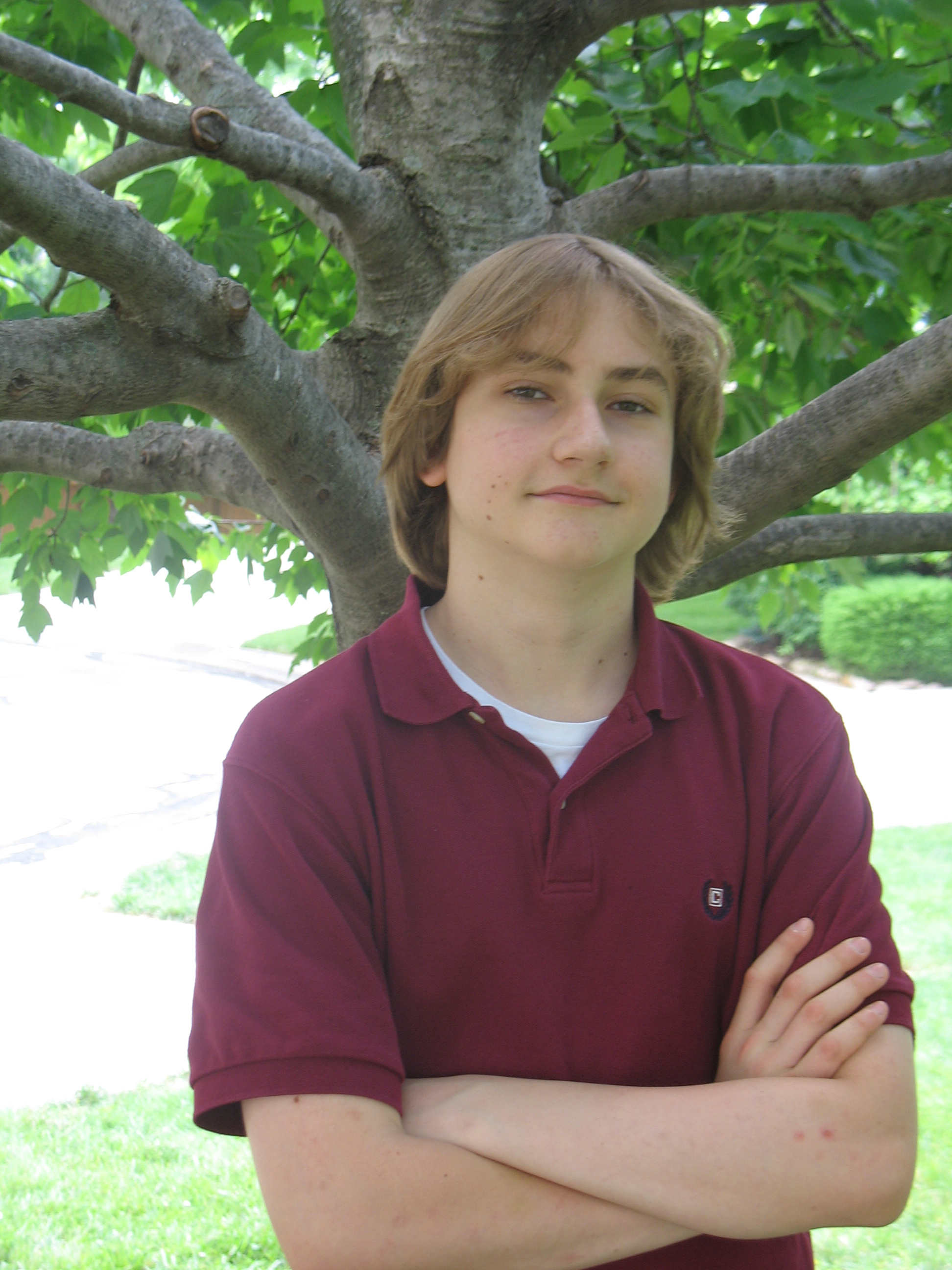
Nikolai Mushegian als Schüler (2007)

Nikolai Mushegian (* 28. März 1993 in Lexington, Kentucky; † 28. Oktober 2022 in San Juan, Puerto Rico) war ein US-amerikanischer Informatiker und Software-Ingenieur, der an mehreren Projekten im Bereich Kryptowährungen und Blockchains beteiligt war. Er starb 2022 in Puerto Rico bei einem mutmaßlichen Tauchunfall.

## Biografie

### Frühes Leben
Mushegian wurde in Kentucky als Kind zweier aus der Sowjetunion ausgewanderter Eltern geboren, die beide als Biologen tätig waren. Sein armenischer Großvater war in den 1930er Jahren Rektor der Staatlichen Universität Jerewan gewesen. Mushegian besuchte die Blue Valley North High School in Overland Park, Kansas. Nach der Highschool besuchte Mushegian die Carnegie Mellon University und schloss 2014 sein Studium an der School of Computer Science mit einem B.Sc. in Informatik mit Nebenfach Mathematik ab. Während seiner Studienzeit begann er sich für Kryptographie zu interessieren und organisierte einen eigenen Lehrgang zum Thema Blockchains, da dieser von der Universität nicht angeboten wurde. 2013 hatte er außerdem ein Praktikum bei Apple absolviert.

### Karriere
Nach seinem Abschluss arbeitete Mushegian Vollzeit für das BitShares-Projekt, an dem er seit seiner Zeit an der Carnegie Mellon University beteiligt war. Mushegian begann als Entwickler und wurde dann mit der Leitung des BitShares DNS-Projekts betraut, einem frühen Versuch, einen dezentralisierten Internet Domain Names Service auf der Grundlage von Blockchain zu entwickeln.
Im Jahr 2015 gründete Mushegian Nexus/DappHub, ein Beratungsunternehmen, in dem er eine Reihe von Dienstprogrammen zur Erstellung von Smart Contracts auf der Ethereum-Plattform entwickelte.
Im selben Jahr gründete Mushegian gemeinsam mit Rune Christensen MakerDAO, das erste dezentrale Stablecoin-Projekt auf der Ethereum-Blockchain. Aus MakerDAO ging der Stablecoin DAI hervor, den Mushegian mitentwickelt hatte. Im Jahr 2016 leitete Mushegian das Team, das Wrapped Ether (WETH), einen mit dem ERC-20-Standard kompatiblen Ethereum-Token, entwickelte und einen Schutz gegen eine andere, kurz zuvor entdeckte Sicherheitslücke entwarf.
Nach Mushegians Weggang von MakerDAO verfasste er 2019 gemeinsam mit Fernando Martinelli das Whitepaper für Balancer eine dezentrale Börse.
Im Jahr 2020 war Mushegian Mitbegründer des RAI-Projekts, einer DAO, die den Rai-Stablecoin generiert, den ersten Stablecoin mit einem skalierbaren, rein kryptobasierten Design.
Im Jahr 2022 war Mushegian Mitbegründer des Stablecoins RICO.

### Tod
Mushegian verließ sein Haus in der Nähe des Condado Beach in San Juan am frühen Morgen des 28. Oktober 2022 und wurde zuletzt gesehen, als er in Richtung Strand ging. Mushegians Leiche wurde später am selben Tag am nahe gelegenen Riff gefunden. Er war ertrunken und sein Tod wurde von den Behörden als Unfall eingestuft. Wenige Stunden vor seinem Tod hatte er einen kryptischen Tweet abgesetzt, in dem es hieß: „Die CIA, der Mossad und die Pädo-Elite betreiben von Puerto Rico und karibischen Inseln aus eine Art Erpressungsring für Sexhandel. Sie werden mir einen Laptop anhängen, den meine Ex-Freundin, die eine Spionin war, mir untergeschoben hat. Sie werden mich zu Tode foltern.“ Er hatte schon davor immer wieder die Befürchtung geäußert, von Geheimdiensten umgebracht zu werden. Er war einer von drei bedeutenden Kryptounternehmern, die innerhalb von nur vier Wochen unabhängig voneinander ums Leben kamen.